# Crossostomus chilensis
Crossostomus chilensis är en fiskart som först beskrevs av Regan, 1913.  Crossostomus chilensis ingår i släktet Crossostomus och familjen tånglakefiskar. Inga underarter finns listade i Catalogue of Life.